# When the Levee Breaks
When the Levee Break är en bluessång skriven av Kansas Joe McCoy och Memphis Minnie 1929. Låten handlar om översvämningen av Mississippi 1927.

## Led Zeppelins version
Led Zeppelin spelade in sin version av When the Levee Breaks i december 1970. Texten bygger på Memphis Minnes version medan musiken är nykomponerad.